# Raul Domingos
Raul Domingos é um político moçambicano que fez parte da Resistência Nacional Moçambicana (RENAMO) até ser expulso do partido, em 7 de julho de 2000. Quando saiu, ele era considerado o favorito a suceder o então líder do partido, Afonso Dhlakama.
De 1994 a 1999, Domingos liderou o grupo parlamentar do RENAMO. Na eleição presidencial de 2004, o político concorreu ao cargo pelo Partido para a Paz, Democracia e Desenvolvimento (PDD), recebendo 85.815 votos, um total de 2,7% das escolhas populares.